# 李哲輝
李 哲輝（り てつき、リー・ジーフェイ、英語: Lee Jhe-huei、1995年1月18日 - ）は、台湾の男子バドミントン選手。

## 経歴
2015年から李洋とペアを組み、2016年のベトナム・オープンを優勝。また、2017年にはフランス・オープンでも優勝。2018年のアジア競技大会では、銅メダルを獲得。このペアでの世界ランクは、最高7位にまで到達した。
2019年からは、2歳年下の楊博軒とペアを組む。2023年の韓国マスターズでは、同胞1番手で東京五輪金メダリストの李洋 / 王齊麟を決勝で破って優勝した。
2024年、2月のドイツ・オープンの決勝では、中国の何濟霆 / 任翔宇を15-21, 23-21, 23-21の大接戦で逆転勝利し優勝した。
翌週のフランス・オープンでは、2回戦で世界ランク3位の梁偉鏗 / 王昶を破り、準々決勝では世界ランク7位のファジャル・アルフィアン / ムハマド・リアン・アルディアントをストレートで破る。準決勝でも世界ランク6位の保木卓朗 / 小林優吾をストレートで破り決勝に進出。
決勝では世界ランク1位のサトウィクサイラジ・ランキレッディ / チラグ・シェッティに敗れ準優勝となる。ノーシードからの決勝進出という下克上を果たした。